# Acupalpus punctulatus
Acupalpus punctulatus är en skalbaggsart som beskrevs av Hatch. Acupalpus punctulatus ingår i släktet Acupalpus och familjen jordlöpare. Inga underarter finns listade i Catalogue of Life.